# Nonea multicolor
Nonea multicolor är en strävbladig växtart som beskrevs av G. Kunze. Nonea multicolor ingår i släktet nonneor, och familjen strävbladiga växter. Inga underarter finns listade i Catalogue of Life.